# Аверьянов, Алексей Анатольевич
Алексе́й Анато́льевич Аверья́нов (род. 28 мая 1985, Москва) — российский футболист, нападающий, полузащитник. Полуфиналист Кубка России 2013/14.

## Биография

### Клубная карьера

#### Ранние годы
Воспитанник московских футбольных школ ЦСКА и «Смена». Футболом начал заниматься в пять лет. Профессиональную карьеру игрока начал в «Торпедо-РГ» в 2006 году. За команду провёл 90 матчей, забив девять голов. Перед началом сезона 2009 года пополнил ряды клуба второй лиги «Губкин», но по окончании сезона покинул команду, став игроком подмосковной команды «Подолье», вместе с которой добился права выступать во второй лиге. В первой половине сезона 2012/13 годов забил в 18 играх 12 мячей.

#### «Спартак-Нальчик»
15 февраля 2013 года подписал контракт с клубом ФНЛ "Спартак-Нальчик. Дебютировал 11 марта в матче 23 тура против новокузнецкого «Металлурга». 9 апреля забил мяч в ворота астраханского «Волгаря». Всего в составе нальчан Аверьянов провёл 27 матчей, в которых забил пять голов.

#### «Луч-Энергия»
В январе 2014 года покинул клуб и по приглашению Александра Григоряна стал игроком владивостокского «Луча». Дебютировал 9 марта в матче 26 тура первенства ФНЛ против калининградской «Балтики». Первый гол в составе «Луча» забил 11 мая в матче против клуба «СКА-Энергия». 22 марта 2015 года в домашней игре 24-го тура первенства против «Шинника», выйдя на замену за полчаса до окончания встречи, сперва отметился голом, а затем получил два предупреждения в течение трёх минут и был удалён с поля. Всего в составе «Луча» провёл 31 матч, забив шесть голов. После окончания сезона 2014/15 годов покинул команду.

#### «Тамбов»
В июле 2015 года заключил годичный контракт с клубом ПФЛ «Тамбов». Дебютировал в команде 17 июля в матче 1/256 кубка России против пензенского «Зенита». Провёл на поле 67 минут и отметился голевой передачей, после чего был заменён. Первый гол в составе тамбовчан забил 7 сентября в игре против подольского «Витязя». 10 мая 2016 года Аверьянов отметился голом в ворота липецкого «Металлурга». Этот мяч стал юбилейным 150-м в истории тамбовской команды. 17 января 2017 года было объявлено о расторжении контракта с игроком. Всего в составе тамбовчан Аверьянов провёл 28 игр в первенстве и четыре в кубке страны, в которых забил четыре гола.

#### «Сочи»
Спустя месяц, 14 февраля, заключил соглашение с командой южной зоны первенства ПФЛ «Сочи». Сыграл зв команду семь встреч. 7 июня 2017 года было объявлено о расторжении контракта.

## Вне футбола
Отец Анатолий Иванович — футбольный арбитр. Аверьянов окончил педагогический институт по специальности физкультура и ОБЖ. Женат. Сын Артём (родился в 2011 году) и дочь Алису (родилась в 2016 году). Свободное от футбола время любит проводить дома — с семьей. Любит рыбалку, предпочитает немецкие автомобили.

## Достижения
«Спартак-Нальчик»
- Бронзовый призёр первенства ФНЛ: 2012/13.

«Луч-Энергия»
- Полуфиналист Кубка России: 2013/14.

## Клубная статистика
| Клуб                      | Сезон     | Чемпионат | Чемпионат | Чемпионат | Кубок | Кубок | Прочее | Прочее | Всего | Всего |
| Клуб                      | Сезон     | Уров.     | Игры      | Голы      | Игры  | Голы  | Игры   | Голы   | Игры  | Голы  |
| ------------------------- | --------- | --------- | --------- | --------- | ----- | ----- | ------ | ------ | ----- | ----- |
| Торпедо-РГ (Москва)       | 2006      | III       | 31        | 4         | 0     | 0     | 0      | 0      | 31    | 4     |
| Торпедо-РГ (Москва)       | 2007      | III       | 25        | 2         | 2     | 0     | 0      | 0      | 27    | 2     |
| Торпедо-РГ (Москва)       | 2008      | III       | 34        | 3         | 1     | 0     | 0      | 0      | 35    | 3     |
| Торпедо-РГ (Москва)       | Итого     | Итого     | 90        | 9         | 3     | 0     | 0      | 0      | 93    | 9     |
| Губкин                    | 2009      | III       | 20        | 2         | 1     | 0     | 0      | 0      | 21    | 2     |
| Губкин                    | Итого     | Итого     | 20        | 2         | 1     | 0     | 0      | 0      | 21    | 2     |
| Подолье                   | 2010      | IV        | 32        | 27        | 1     | 0     | 0      | 0      | 33    | 27    |
| Подолье                   | 2011/12   | III       | 25        | 4         | 0     | 0     | 0      | 0      | 25    | 4     |
| Подолье                   | 2012/13   | III       | 18        | 12        | 1     | 0     | 0      | 0      | 19    | 12    |
| Подолье                   | Итого     | Итого     | 75        | 43        | 2     | 0     | 0      | 0      | 77    | 43    |
| Спартак-Нальчик           | 2012/13   | II        | 11        | 4         | 0     | 0     | 2      | 0      | 13    | 4     |
| Спартак-Нальчик           | 2013/14   | II        | 16        | 1         | 1     | 0     | 0      | 0      | 17    | 1     |
| Спартак-Нальчик           | Итого     | Итого     | 27        | 5         | 1     | 0     | 2      | 0      | 30    | 5     |
| Луч-Энергия (Владивосток) | 2013/14   | II        | 5         | 1         | 1     | 0     | 0      | 0      | 6     | 1     |
| Луч-Энергия (Владивосток) | 2014/15   | II        | 26        | 5         | 2     | 0     | 0      | 0      | 28    | 5     |
| Луч-Энергия (Владивосток) | Итого     | Итого     | 31        | 6         | 3     | 0     | 0      | 0      | 34    | 6     |
| Тамбов                    | 2015/16   | III       | 14        | 4         | 3     | 0     | 0      | 0      | 17    | 4     |
| Тамбов                    | 2016/17   | II        | 14        | 0         | 1     | 0     | 0      | 0      | 15    | 0     |
| Тамбов                    | Итого     | Итого     | 28        | 4         | 4     | 0     | 0      | 0      | 32    | 4     |
| Сочи                      | 2016/2017 | III       | 7         | 0         | 0     | 0     | 0      | 0      | 7     | 0     |
| Сочи                      | Итого     | Итого     | 7         | 0         | 0     | 0     | 0      | 0      | 7     | 0     |
| Всего                     | Всего     | Всего     | 278       | 69        | 14    | 0     | 2      | 0      | 294   | 69    |

Источники: sportbox.ru, footballfacts.ru.